# Мэриленд Террапинс (футбол)
Мэриленд Террапинс (англ. Maryland Terrapins) — студенческая футбольная команда, представляющая Мэрилендский университет в Колледж-Парке в первом футбольном мужском дивизионе NCAA. Располагается в Колледж-Парке, штат Мэриленд. В настоящее время (с 2014 года) команда выступает в конференции Big Ten.

## История
Футбольная команда в Мэрилендском университете была создана в 1946 году. Первым тренером стал Дойл Роял, который оставался на этой должности до 1973 года. В 1948 году он с «Террапинс» провёл сезон без поражений, и единственным недочётом тогда стала ничья 4:4 против «Лойола Грэйхаундс». В 1953 году «Террапинс» впервые стали победителями регулярного чемпионата Конференции атлантического побережья. В 1968 году команда победила «Сан-Хосе Стэйт Спартанс» и впервые вышла в финал турнира NCAA, где сыграла вничью с «Мичиган Стэйт Спартанс» и впервые стала чемпионом. В 1974 году тренером стал Бад Бёрдмор. В 1993 году на этот пост был назначен Сашо Цировски, при котором «Террапинс» ещё трижды становились чемпионами NCAA (в 2005, 2008 и 2018).

## Достижения
- Чемпион NCAA (4): 1968, 2005, 2008, 2018
- Финалист NCAA (3): 1960, 1962, 2013
- Полуфиналист NCAA (7): 1963, 1969, 1998, 2002, 2003, 2004, 2012,
- Четвертьфиналист NCAA (5): 1959, 1961, 2009, 2010, 2015
- Участие в NCAA (20): 1964, 1967, 1970, 1976, 1986, 1994, 1995, 1996, 1997, 1999, 2001, 2011, 2014, 2016, 2017, 2019, 2020, 2021, 2022, 2024
- Победители турнира конференции (9): 1996, 2002, 2008, 2010, 2012, 2013 (ACC), 2014, 2015, 2016 (Big Ten)
- Победители регулярного чемпионата конференции (25): 1949, 1950, 1951, 1953, 1954, 1955, 1956, 1957, 1958, 1959, 1960, 1961, 1962, 1963, 1964, 1965, 1966, 1967, 1968, 1971, 2012, 2013 (ACC), 2014, 2016, 2022 (Big Ten)